# Tancerze Narodowi Jego Królewskiej Mości
Tancerze Narodowi Jego Królewskiej Mości ("Hans Majestäts Nationaldansare") var den kungliga polska baletten, grundad 1785 och upplöst 1794. Det var Polens första inhemska balettsällskap, och engagerade Polens första inhemska balettdansare.  

## Historik
Den ursprungliga baletten skapades 1777 som ett privat balettkompani av Antoni Tyzenhaus på hans gods i Grodno.   Fram till dess hade balett i Polen utövats enbart av inhyrda utländska balettsällskap från Italien och Frankrike. Det balettsällskap på 30 dansare, som hade skapats på initiativ av den balettintresserade Tyzenhauz och tränats upp av François Gabriel Le Doux från Paris och Daniel Curz från Venedig, blev därmed den första baletten i Polen, och dess medlemmar var landets första inhemska yrkesdansare. Bland dessa nämns främst Michał Rymiński, Dorota Sitańska, Marianna Malińska, Adam Brzeziński och Stefan Holnicki.
Tyzenhaus testamenterade hela baletten med dess livegna artister till kung Stanisław II August Poniatowski i sitt testamente 1785. På kungens initiativ hade ett permanent balettkompani bestående av utländska dansare varit verksamt sedan 1765 i Warszawas offentliga teater Operalnia Saska, och när Tyzenhaus privata balettkompani testamenterades till kungen 1785, gjorde han om det till det första professionella polska balettkompaniet att uppträda för allmänheten, med namnet Hans Majestäts Nationaldansare. Balettmästarna och koreograferna för detta kompani var François Gabriel Le Doux och Daniel Curz, och den ledande dansaren var Michał Rymiński. Det uppträdde på Nationalteatern, Warszawa och vid hovet, i samarbete med Wojciech Bogusławski.
Efter Polens delning upplöstes kungliga baletten samtidigt som Polens monarki avskaffades och hovet upplöstes. Dess artister skingrades och uppträdde vid olika teatersällskap fram till att en ny permanent balett grundades vid Nationalteatern, Warszawa, 1818.